# Giles Corey
Giles Corey, (11 de septiembre de 1611, Northampton, Inglaterra-19 de septiembre de 1692, Salem (hoy Danvers), Massachusetts) fue un granjero víctima de los juicios de brujería de Salem, en la temprana colonización de los Estados Unidos.

## Vida
Nació en Northampton, Inglaterra, hijo de Giles y Elizabeth Corey; en su partida bautismal figura como "Cory". No se sabe con certeza cuando emigró a Nueva Inglaterra, pero se sabe que estaba asentado en Salem en 1640, donde se convirtió en un próspero granjero. Numerosos documentos en los tribunales atestiguan sus numerosos pleitos con vecinos por lindes y fincas.
Con su primera esposa, Margaret, contrajo matrimonio aun en Inglaterra. Tuvieron dos hijas, Elizabeth y Deliverance. Con su segunda esposa, Mary Bright, se casó el 11 de abril de 1664. Mary murió a los sesenta y tres años el 27 de agosto de 1684, según su lápida funeraria. De nuevo viudo, Corey se casó en terceras nupcias unos años después con Martha Corey, que tenía un hijo de un matrimonio anterior, Thomas. Después de las peticiones enviadas a la corte por la pérdida y daños causados a su madre, injustamente ejecutada, Thomas recibiría cincuenta libras como compensación en junio de 1723.
En 1676 Corey fue juzgado por la muerte de uno de sus jornaleros, Jacob Goodale, que murió unos días después de ser severamente golpeado con un palo por su patrón tras supuestamente descubrirle robando manzanas. Como, según la ley, se podía castigar físicamente a un empleado, Corey fue condenado a pagar una fuerte multa y el suceso dañó su reputación en el pueblo.
Al inicio de los juicios, tenía ochenta años.

## Juicio y condena
Acusado de brujería junto con su esposa, fueron arrestados preventivamente el 18 de abril de 1692, a la espera de un interrogatorio que tendría lugar el 17 de septiembre del mismo. Bajo los estándares de la ley común inglesa de la época, el tribunal no podía procesarlo a menos que él solicitara formalmente su juicio, por medio de una declaración dada en el interrogatorio sobre los cargos que se le imputaban, y considerando su encarcelamiento altamente probable, se negó a prestar su contestación ante los cargos, ya que si era encarcelado y ejecutado, su propiedad pasaría a manos del estado. 
La ley también dictaba que los que se negasen a prestar declaración, debían ser sometidos a la tortura "peine forte et dure", también llamada la Tortuga, hasta que lo hiciesen. Giles Corey murió después de tener un progresivo número de rocas sobre sí, al cabo de dos días. Es afirmado que durante su interrogatorio sólo repitió las palabras "Más peso", cada vez que se le pedía que declarase si era culpable o no. El juez Samuel Sewall escribió en su diario personal que: "Alrededor del mediodía, en Salem, Giles Corey fue aplastado hasta la muerte por permanecer en silencio". Fue enterrado en una tumba anónima, en Gallows Hill. Muy pocas personas han sido capaces de soportar esta tortura en silencio y es la única persona de la historia de EE. UU. que murió así.
Debido a que no fue realmente procesado por ningún crimen, su propiedad no pasó al estado, y sí a sus yernos, William Cleaves y Jonathan Moulton, de acuerdo con su testamento. El alguacil George Corwin logró que Moulton pagara una multa, amenazando con confiscar su propiedad si se negaba.
Su esposa, Martha Corey (que se había declarado inocente durante su interrogatorio), fue ejecutada tres días después de la muerte de su esposo, por no "confesar" su culpabilidad. Fue una de las diecinueve personas colgadas durante este episodio de histeria colectiva.
Según la leyenda, su fantasma aparece la noche anterior a un desastre en Salem. Algunos incluso afirman que fue visto en un cementerio la noche anterior al Gran incendio de Salem de 1914.

## Ficción
Es también un personaje en la obra de Arthur Miller "El Crisol", en la cual se lo muestra como a un irritable pero honorable hombre que se pone en riesgo al dar evidencia de que los juicios de brujería eran ilegítimos. En "El Crisol", Corey se siente culpable por la acusación de brujería en contra de su esposa, ya que le había comentado a un ministro que Martha había estado leyendo libros extraños, lo que era muy mal visto en aquella época. 
También es el protagonista de la obra Giles Corey de las granjas de Salem, de Henry Wadsworth Longfellow, y de Giles Corey, granjero de Mary E. Wilkins Freeman.